# Општина Извору Барзиј (Мехединци)
Општина Извору Барзиј (рум. Comuna Izvoru Bârzii) је општина у жупанији Мехединци у Румунији. Седиште општине је насеље Извору Барзиј.
Према последњем попису из 2021. у општини је био 2.481 становник. Површина општине износи 68,85 km².

## Становништво и насеља
Општина Извору Барзиј је на попису 2021. године имала је 2.481 становника, за 222 мање (-8,21%) од претходног пописа 2011. године када је било 2.703 становника. 
Према попису из 2021. године, већину становништва чине Румуни (89,60%).
| Етнички састав према попису из 2021.‍ | Етнички састав према попису из 2021.‍ | Етнички састав према попису из 2021.‍ | Етнички састав према попису из 2021.‍ | Етнички састав према попису из 2021.‍ |
| ------------------------------------ | ------------------------------------ | ------------------------------------ | ------------------------------------ | ------------------------------------ |
|                                      |                                      |                                      |                                      |                                      |
| Румуни                               | Румуни                               |                                      | 2.223                                | 89,60%                               |
| Остали                               | Остали                               |                                      | 2                                    | 0,08%                                |
| Непознато                            | Непознато                            |                                      | 256                                  | 10,32%                               |

### Насеља
Општина се састоји из 6 насеља.
| Назив                 | Румунски назив | Становништво | Становништво |
| Назив                 | Румунски назив | 2011.        | 2021.        |
| --------------------- | -------------- | ------------ | ------------ |
| Балотешти             |                | 440          | 447          |
| Извору Барзиј         |                | 682          | 645          |
| Пуцинеј               |                | 189          | 191          |
| Расколешти            |                | 121          | 103          |
| Скинтејешти           |                | 455          | 414          |
| Скиту Тополницеј      |                | 164          | 131          |
| Халанга               |                | 652          | 550          |
| Општина Извору Барзиј |                | 2.703        | 2.481        |